# HD 103774
HD 103774 — одиночная звезда в созвездии Ворона на расстоянии приблизительно 183 световых лет (около 56,2 парсек) от Солнца. Видимая звёздная величина звезды — +7,12m. Возраст звезды определён как около 1,23 млрд лет.
Вокруг звезды обращается, как минимум, одна планета.

## Характеристики
HD 103774 — жёлто-белая звезда спектрального класса F5V, или F5, или F6V. Масса — около 1,4 солнечной, радиус — около 1,533 солнечного, светимость — около 3,62 солнечной. Эффективная температура — около 6344 K.

## Планетная система
В 2013 году группой астрономов, работающих со спектрографом HARPS, было объявлено об открытии планеты HD 103774 b. Это горячий газовый гигант, имеющий массу, равную 36 % массы Юпитера. Планета обращается на расстоянии 0,07 а.е. от родительской звезды, совершая полный оборот за 5,8 суток. Открытие планеты было совершено методом доплеровской спектроскопии.
В 2019 году учёными, анализирующими данные проектов HIPPARCOS и Gaia, у звезды обнаружена планета HIP 58263 c.